# Sphenovipera
Sphenovipera – rodzaj sfenodonta z rodziny hatteriowatych (Sphenodontidae) żyjącego we wczesnej jurze na obecnych terenach Ameryki Północnej. Został opisany w 2005 roku przez Víctora-Hugo Reynoso w oparciu o niemal kompletną prawą żuchwę wraz z zębami (IGM 6076) odnalezioną w dolnej części dolnojurajskiej formacji La Boca w Kanionie Huizachal, w meksykańskim stanie Tamaulipas. Holotyp został zebrany w 1990 roku przez Jamesa Clarka z lokalizacji Jim's Joy.
Tylna część szczęk Sphenovipera jest stosunkowo krótka – u większości sfenodontów stanowi ona niemal połowę długości szczęk, podczas gdy u Sphenovipera tylko około 30%. Zęby znajdujące się w żuchwie były akrodontyczne. Z przodu szczęk znajdowały się dwa duże, zakrzywione ku tyłowi zęby przypominające kły, charakteryzujące się dużymi rowkami – cechą nieznaną wcześniej u sfenodontów. U helodermowatych i połozowatych mających uzębienie typu opisthoglypha, tego typu rowki są przeważnie uznawane za dowód na obecność aparatu jadowego. Skrócenie tylnej części szczęk umożliwiało około dwukrotnie szersze rozwieranie szczęk, niż u innych sfenodontów, prawdopodobnie Sphenovipera była w stanie szybko kąsać, co także wskazuje na jej jadowitość. Jeśli hipoteza ta jest poprawna, Sphenovipera byłaby pierwszym znanym jadowitym lepidozauromorfem nienależącym do łuskonośnych.
Według analizy filogenetycznej przeprowadzonej przez Reynoso Sphenovipera jest zaawansowanym sfenodontem należącym do grupy Sphenodontinae, prawdopodobnie najbliżej spokrewnionym z rodzajami Cynosphenodon, Sphenodon i Theretairus, jednak stopień pokrewieństwa pomiędzy nimi nie został dokładnie ustalony.
Nazwa Sphenovipera pochodzi od słów spheno, będącego odniesieniem do sfenodontów, oraz vipera, będącego łacińskim określeniem jadowitego węża, i oznacza „jadowity sfenodont”, co odnosi się do prawdopodobnej jadowitości Sphenovipera. Nazwa gatunkowa gatunku typowego, jimmysjoyi, została nadana dla Jamesa Clarka, którego ulubione miejsce w Kanionie Huizachal zostało przysypane kilkoma metrami skał podczas budowy autostrady z Tuli do Ciudad Victoria.